# Casal Comes
El Casal Comes és una obra eclèctica de Castellterçol (Moianès) inclosa a l'Inventari del Patrimoni Arquitectònic de Catalunya.

## Descripció
El casal Comes està alineat al carrer de Sant Llogari, l'eix vertebral del Castellterçol medieval. Consta de planta baixa i pis. La coberta, a tres vessants, acaba en una torre mirador. La composició de les façanes és simètrica, reforçant així el caràcter clàssic de l'edificació.